# برايان روس (صحفي)
برايان روس (بالإنجليزية: Brian Ross)‏ هو صحفي أمريكي، ولد في 23 أكتوبر 1948 في شيكاغو في الولايات المتحدة.

## وصلات خارجية
- برايان روس على موقع IMDb (الإنجليزية)
- برايان روس على موقع إن إن دي بي (الإنجليزية)
- برايان روس على موقع قاعدة بيانات الفيلم (الإنجليزية)